# Ochrosia compta
Ochrosia compta là một loài thực vật có hoa trong họ La bố ma. Loài này được K.Schum. mô tả khoa học đầu tiên năm 1895.

## Hình ảnh

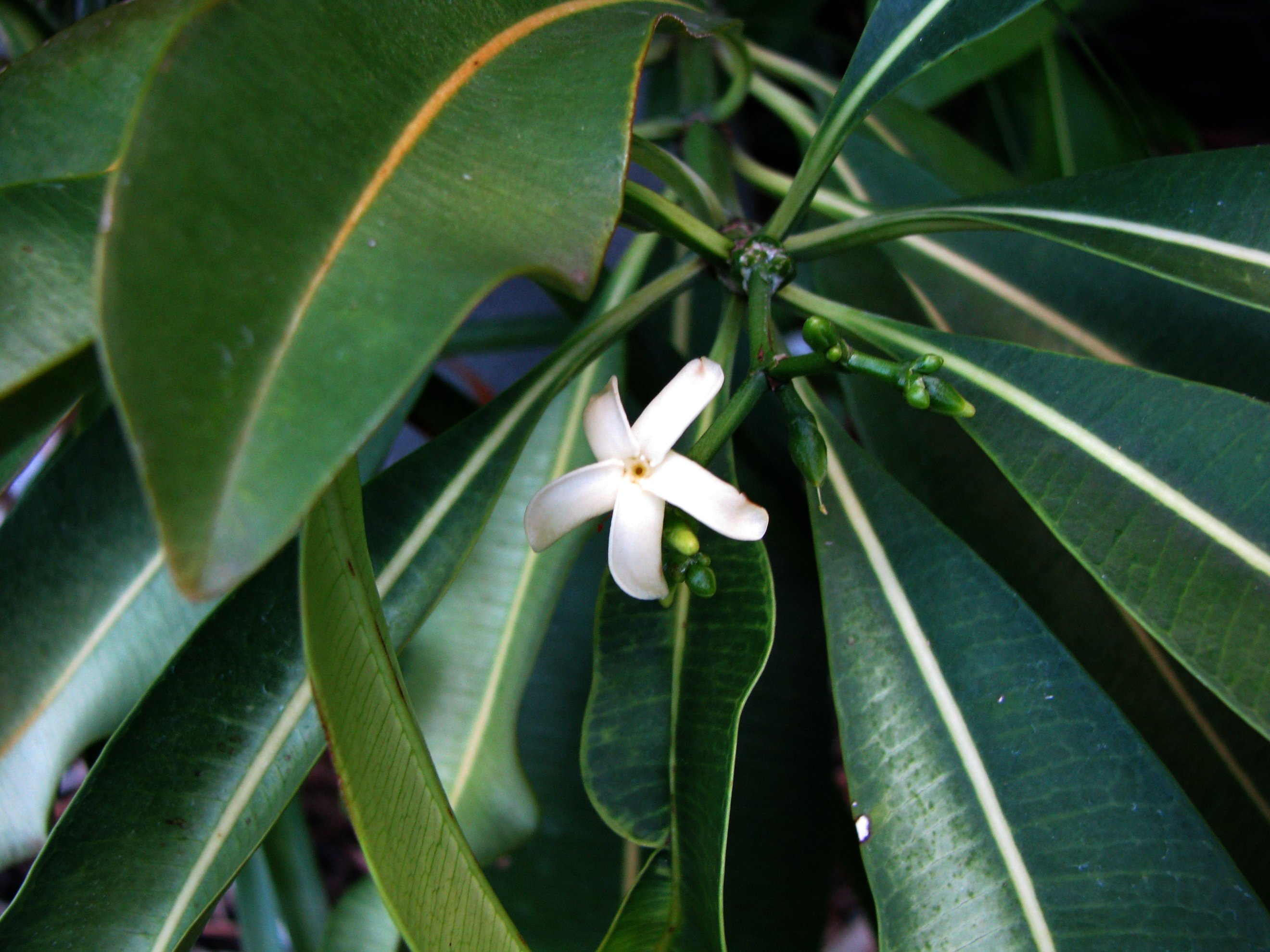
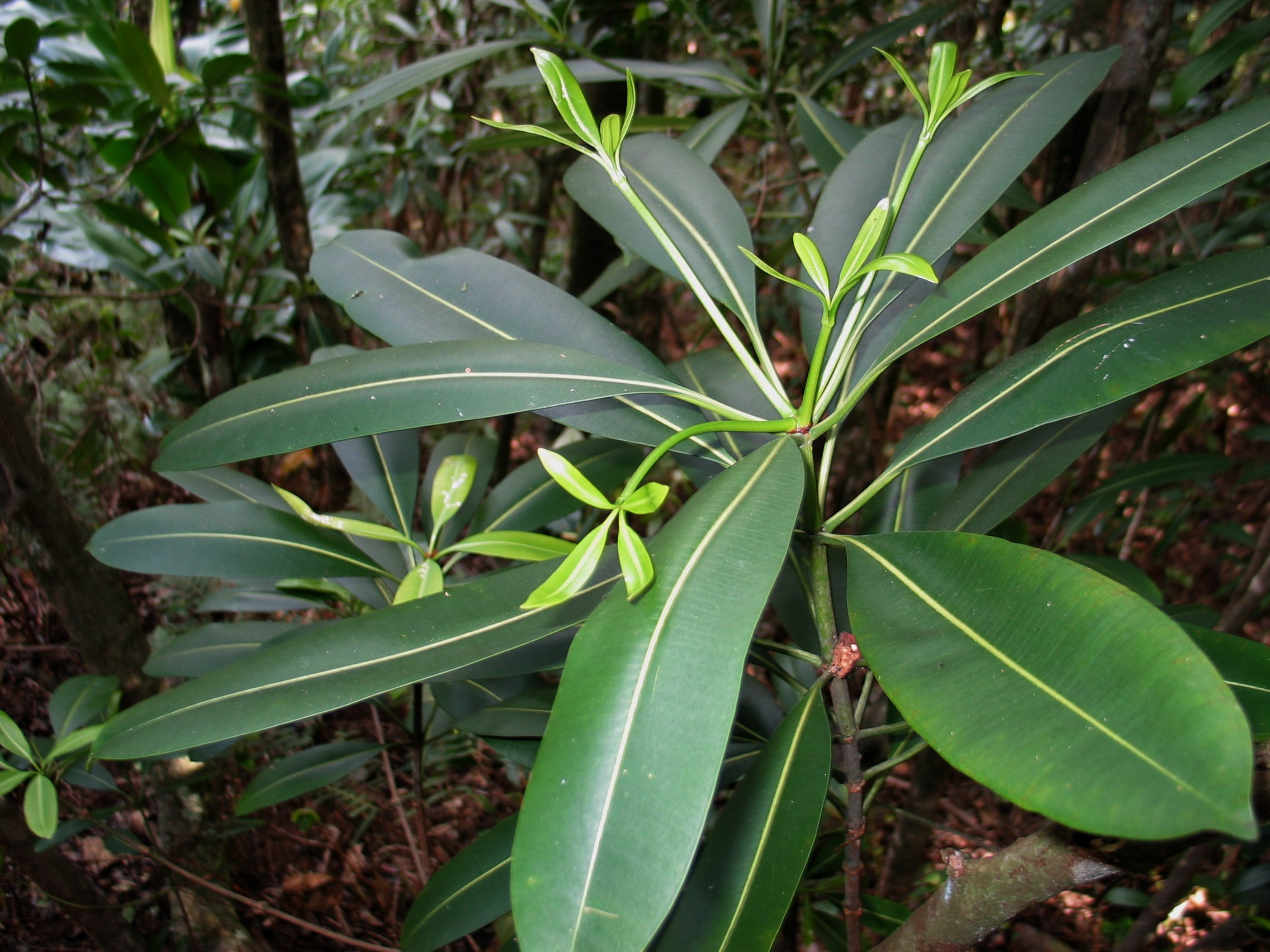
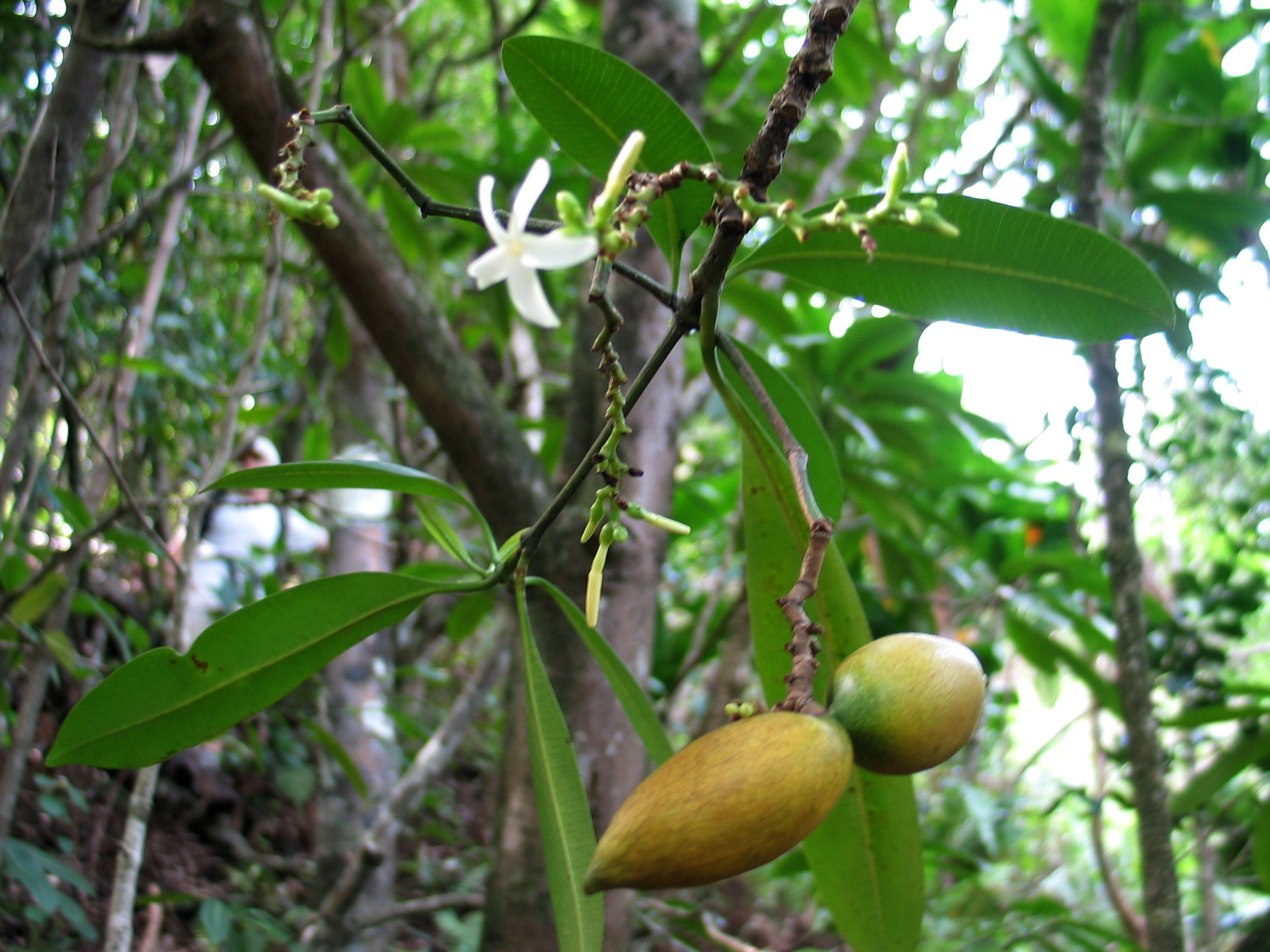
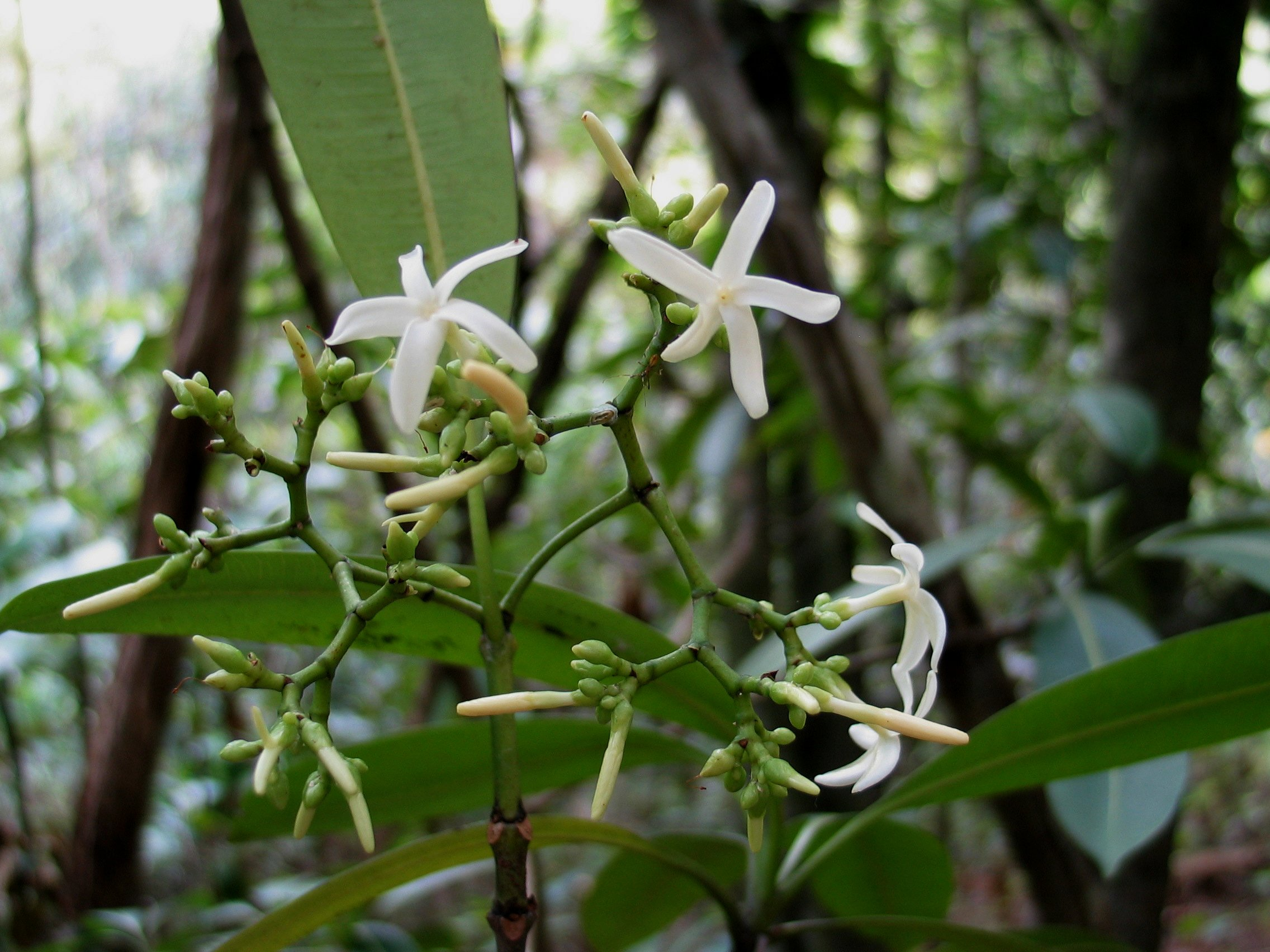